# Grosse Pointe Woods
Grosse Pointe Woods ist eine Stadt in Wayne County von Michigan in den USA. Grosse Pointe Woods ist ein Vorort von Detroit und Teil der Metro Detroit. Laut dem United States Census Bureau hat die Stadt eine Gesamtfläche von 8,4 km² mit 16.487 Einwohnern im Jahr 2020. Die Umgebung der Stadt ist als Grosse Pointe bekannt und liegt am Lake St. Clair.

## Geschichte
Obwohl ursprünglich vor über einem Jahrhundert besiedelt, wurde ein Großteil der Stadt in ihrer heutigen Form in der Mitte des 20. Jahrhunderts gebaut, insbesondere um und kurz nach dem Zweiten Weltkrieg, was Grosse Pointe Woods von älteren Teilen von Grosse Pointe unterscheidet.
Die Stadt wurde ursprünglich 1927 als Village of Lochmoor aus dem letzten nicht eingemeindeten Teil von Grosse Pointe Township gegründet. Das Dorf annektierte 1931 den Stanhope-Allard-Streifen aus dem damaligen Gratiot Township. Das Dorf änderte 1939 seinen Namen von Lochmoor in Grosse Pointe Woods und wurde 1950 als Stadt gegründet.

## Demografie
Nach einer Schätzung von 2019 leben in Grosse Pointe Woods 15.332 Menschen. Die Bevölkerung teilt sich auf in 89,8 % nicht-hispanische Weiße, 6,1 % Afroamerikaner, 2,0 % Asiaten und 1,9 % mit zwei oder mehr Ethnizitäten. Hispanics machten 2,0 % der Bevölkerung aus. Das mittlere Haushaltseinkommen lag bei 104.848 US-Dollar und die Armutsquote bei 4,1 %.